# Kto wrobił królika Rogera?

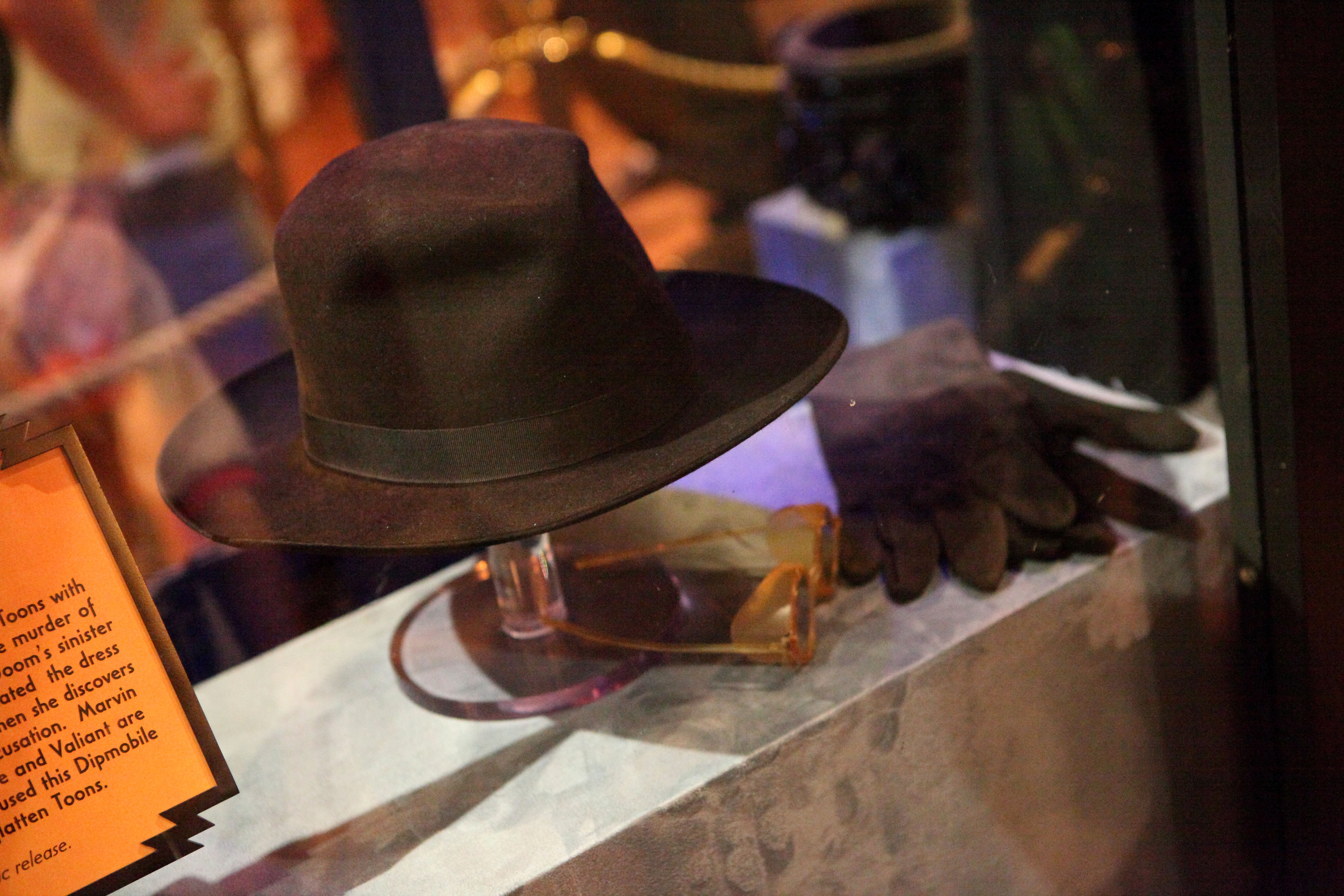
Fragment odzieży sędziego Dooma – głównego antagonisty filmu

Kto wrobił królika Rogera (ang. Who Framed Roger Rabbit) – amerykańska komedia kryminalna z 1988 roku, oparta na powieści Gary’ego Wolfa Who Censored Roger Rabbit?.

## Fabuła
Los Angeles, rok 1947. Obok zwykłych ludzi mieszkają w Animkowie gwiazdy filmów animowanych zwanych Animkami. Królik Roger jest jednym z nich, ale kręcenie z nim filmów robi się coraz cięższe i kosztowniejsze. R.K. Maroon ze studia Acme podejrzewa, że to wszystko przez ogłupiającą Rogera miłość do żony królika – Jessiki. Dlatego prosi on detektywa Eddiego Valianta o wykonanie zdjęć, które udowodniłyby romans Jessiki z Marvinem Acme – właścicielem wytwórni. Kiedy Roger widzi te zdjęcia, załamuje się i znika na noc. Późniejszego dnia okazuje się, że szef wytwórni został zamordowany, a animowany królik stał się głównym podejrzanym. Roger zwraca się do Eddiego o pomoc w oczyszczeniu go z zarzutów i uchronienia przed śmiercią z rąk sędziego Dooma, który żelazną ręką wprowadza „sprawiedliwość” do Animkowa, skazując Animki na utopienie w tak zwanym „sosie” – jedynej substancji będącej w stanie wyrządzić im jakąkolwiek krzywdę.

## Obsada
- Bob Hoskins – det. Edward „Eddie” Valiant
- Charles Fleischer –
  - królik Roger (głos),
  - taksówka Benny (głos),
  - Tłusta łasica (głos),
  - Psychiczna łasica (głos)
- Betsy Brantley – Jessica Rabbit (model referencyjny)
- Kathleen Turner – Jessica Rabbit (głos)
- Amy Irving – Jessica Rabbit (śpiew)
- Christopher Lloyd – sędzia Doom
- Joanna Cassidy – Dolores
- Alan Tilvern – R. K. Maroon
- Lou Hirsch – Mały Herman (głos)
- David Lander – Mądrala, lider łasic (głos)
- Fred Newman – Głupia łasica (głos)
- June Foray –
  - Chrapliwa łasica (głos),
  - Lena Hyena (głos)
- Richard LeParmentier – por. Santino
- Stubby Kaye – Marvin Acme
- Richard Riding – Angelo
- Lindsay Holiday – żołnierz
- Edwin Craig – kowboj
- Mike Edmonds – Stretch
- Phillip O’Brien – Earl
- Wayne Allwine – Myszka Miki (głos)
- Mel Blanc –
  - Królik Bugs (głos)
  - Kaczor Daffy (głos)
  - Tweety (głos)
  - Kot Sylwester (głos)
  - Prosiak Porky (głos)
- Tony Anselmo – Kaczor Donald (głos)
- Mae Questel – Betty Boop (głos)
- Pat Buttram, Jim Cummings, Jim Gallant – pociski (głos)
- Morgan Deare –
  - goryl (głos),
  - montażysta
- April Winchell –
  - pani Herman (głos),
  - niemowlęcy głos Małego Hermana (głos)
- Nancy Cartwright – przerażony bucik (głos)
- Joe Alaskey –
  - Yosemite Sam (głos),
  - Kurak Leghorn (głos)
- Richard Williams – Droopy (głos)
- Russi Taylor –
  - Myszka Minnie (głos),
  - ptaszki (głos)
- Tony Pope –
  - Goofy (głos),
  - Wilk Bardzozły (głos)
- Frank Welker –
  - Dumbo (głos),
  - różne role (głos)
- Peter Westy – Pinokio (głos)
- Cherry Davis – Woody Woodpecker (głos)
- Frank Sinatra – śpiewający miecz (głos, nagranie archiwalne)
- Joel Silver – Raoul J. Raoul
- Eugene Guirterrez – Teddy Valiant
- Danny Capri, Christopher Collosy, John-Paul Sipla – chłopcy jadący na gapę
- James O’Connell – konduktor tramwaju

## Wersja polska

### Wersja VHS i DVD
Czytał: Janusz Szydłowski

### Wersja TV Puls
Wersja polska: na zlecenie Telewizji Puls – Eurocom Studio
- Tekst: Ewa Słowik
- Czytał: Tomasz Knapik

## Produkcja

### Przygotowania
Walt Disney Productions zakupiło prawa do powieści Who Censored Roger Rabbit? krótko po jej publikacji w 1981 roku, gdyż ówczesny prezes Ron W. Miller, widział w niej potencjał na blockbuster oraz na rewitalizację studia. Film został zaplanowany jako hybryda animacji z filmem aktorskim i puszczony pod szyldem nowo powstałej wytwórni Touchstone Pictures przeznaczonej do starszych widzów.
W latach 1981–1983 Disney stworzył testowy film wyreżyserowany przez Darrella Van Cittersa z udziałem Petera Renadaya jako Eddiego Valianta oraz Paula Reubensa i Russi Taylor użyczającym głosu Królikowi Rogerowi i Jessice Rabbit. Projekt został przerobiony w 1985 roku przez ówczesnego dyrektora generalnego Walt Disney Productions, Michaela Eisnera, który do koprodukcji zaciągnął Amblin Entertainment, kierowane przez Stevena Spielberga. Budżet filmu zaplanowany został na 50 mln dolarów, co wówczas dla Disneya było zbyt drogie.
Film otrzymał zielone światło, gdy obniżono budżet do 30 mln dolarów, co wciąż oznaczało najdroższy film animowany w tamtym czasie. Kontrakt Spielberga zapewniał dużą swobodę kreatywną oraz większe zyski w box-office, podczas gdy Disney zachował prawa do merchandisingu. Spielberg zdobył prawa do postaci animowanych należących do Warner Bros., Fleischer Studios, King Features Syndicate, Felix the Cat Productions, Turner Entertainment i Universal Pictures/Walter Lantz Productions. Jednakże Warner Bros. domagało się, by Królik Bugs i Kaczor Daffy mieli tyle samo czasu ekranowego co Myszka Miki i Kaczor Donald. Jednocześnie producenci nie byli w stanie zdobyć praw do użycia postaci z Popeye’a, Tom i Jerry, Małej Lulu, Kacpra, przyjaznego ducha i postaci z Terrytoons od ich prawowitych właścicieli.
Funkcję reżysera całości zaproponowano Terry’emu Gilliamowi, który uznał film za zbyt trudny technicznie do zrealizowania. Propozycję tę złożono także Stevenowi Spielbergowi, który zaproponował Roberta Zemeckisa będącego świeżo po sukcesie Powrotu do przyszłości. Pierwszym krokiem producentów Franka Marshalla i Roberta Wattsa, było znalezienie reżysera animacji. Pierwotnym wyborem był Darrell Van Citters, czemu sprzeciwili się Spielberg i Zemeckis. Wybór padł na Richarda Williamsa, który zwrócił na siebie uwagę telewizyjnymi reklamówkami, stanowiącymi połączenie rysunkowej animacji z żywym planem. Założeniem Zemeckisa było, aby postacie animowane zostały zrealizowane w stylu kreskówek Warner Bros., animowane w stylu disneyowskim oraz z gagami w stylu Texa Avery’ego.

### Scenariusz
Jeffrey Price i Peter S. Seaman zostali zatrudnieni do napisania scenariusza. Scenariusz mocno różnił się od książkowego oryginału Wolfa. W powieści Animki były postaciami z pasków komiksowych, a nie z filmowych kreskówek. Scenarzyści zdecydowali przenieść akcję w lata 40. XX wieku, gdy panowała złota era amerykańskiej animacji i szał na filmy noir. Dla inspiracji obaj scenarzyści przestudiowali twórczość Walta Disneya i Warner Bros. ze złotej ery amerykańskiej animacji, zwłaszcza kreskówki Texa Avery’ego i Boba Clampetta. Z kolei wątek sieci tramwajów Cloverleaf został zainspirowany filmem Chinatown. Price i Seaman powiedzieli, że „spisek Red Cars, rozbudowa przedmieść, korupcja miejska i polityczna naprawdę się wydarzyły”. „W Los Angeles, w latach czterdziestych XX wieku, firmy samochodowe i oponiarskie połączyły siły przeciwko systemowi Pacific Electric Railway i wykupiły je z biznesu. Tam, gdzie przebiega autostrada w Los Angeles, był kiedyś Red Cars”.
Podczas dalszego pisania Price i Seaman nie byli pewni, kogo uczynić antagonistą. Rozważali uczynienie Baby Hermana lub Jessiki Rabbit, aż zdecydowali się na stworzenie sędziego Dooma, nieobecnego w powieści. Doom miał mieć na ramieniu animowanego sępa oraz walizkę z dwunastoma kangurami krzyczących: JESTEŚ WINNYǃ (nawiązanie do frazy kangaroo court oznaczającej nieuczciwy sąd wydający wyroki bez poszanowania prawa), jednak zostało to wycięte z powodu problemów technicznych i budżetowych. Doom miał także okazać się myśliwym, który zabił matkę Bambiego.
Patrol łasic miał satyryzować krasnoludki z Królewny Śnieżki i siedmiu krasnoludków i oryginalnie miało być ich siedem, ale ostatecznie dwie z nich, Slimey i Sleazy, zostały wycięte ze scenariusza, by nie tworzyć dodatkowej roboty dla animatorów. Dalsze odniesienia obejmowały klub „Ink and Paint Club” przypominający Harlem Cotton Club, podczas gdy Zemeckis porównał wynalazek sosu sędziego Dooma, aby wyeliminować wszystkie Animki do ostatecznego rozwiązania Hitlera. Benny był początkowo pomyślany jako Volkswagen Garbus, zanim został zmieniony na taksówkę. Pomysły pierwotnie wymyślone dla tej historii obejmowały także sekwencję pogrzebu Marvina Acme, jednak scena została wycięta ze względów czasowych, wymagających umieszczenia w tej scenie wszystkich możliwych Animków, Zemeckis wykreślił ją ze skryptu na etapie storyboardów i nagranych głosów aktorów dubbingujących Animki. Zanim ostatecznie zdecydowano się na Kto wrobił Królika Rogera jako tytuł filmu, tytuły robocze obejmowały Murder in Toontown, Toons, Dead Toons Don’t Pay Bills, The Toontown Trial, Trouble in Toontown i Eddie Goes to Toontown.

### Casting
Harrison Ford był pierwszym wyborem Spielberga do roli Eddiego Valianta, ale jego stawka była zbyt wysoka. Chevy Chase był drugim wyborem, lecz ten nie był zainteresowany. Wśród innych kandydatów byli m.in. Robin Williams, Robert Redford, Jack Nicholson, Sylvester Stallone, Wallace Shawn, Ed Harris, Charles Grodin i Don Lane. Ostatecznie rolę otrzymał Bob Hoskins, który podsumował decyzję obsadową, że on sam wygląda trochę jak animek.
Komik sceniczny Charles Fleischer, którego Zemeckis po raz pierwszy zobaczył podczas występu w 1979 roku, był roboczym aktorem grającym Rogera do partnerowania kandydatów do roli Valianta. Po trzecim teście aktorów, twórcy filmu zgodnie doszli do wniosku, że Fleischer jest idealnym głosem dla postaci Rogera. Fleischer podłożył także głosy pod trzy inne postaci w filmie – Benny’ego oraz dwie łasice z animkowego patrolu.
Do roli sędziego Dooma był typowany Tim Curry, jednak później producenci uznali go za zbyt przerażającego. Christopher Lee również był brany pod uwagę, ale odmówił. John Cleese również wyraził zainteresowanie rolą, ale nie został uznany za wystarczająco przerażającego. Uwzględniono także kilku innych aktorów, w tym Petera O’Toole’a, F. Murraya Abrahama, Roddy’ego McDowalla, Eddiego Deezena i Stinga. W roli sędziego Dooma został obsadzony Christopher Lloyd, ponieważ wcześniej pracował z Zemeckisem i Spielbergiem nad Powrotem do przyszłości. Porównał swoją rolę jako Dooma do swojej poprzedniej roli dowódcy Klingonów Kruge’a w Star Trek III: W poszukiwaniu Spocka, obaj byli nazbyt złymi postaciami, które uważał za „zabawne do grania”.
Głosu Jessiki Rabbit użyczyła Kathleen Turner, która zaproponowała reżyserowi, by nie umieszczać jej nazwiska w napisach końcowych filmu, zaś jej piosenkę zaśpiewała ówczesna żona Spielberga, Amy Irving.
W roli Betty Boop ponownie zagrała po wielu latach Mae Questel.

### Realizacja
Reżyser animacji, Richard Williams, przyznał, że „otwarcie gardził biurokracją Disneya” i odmówił pracy w Los Angeles. Aby pomieścić jego i jego animatorów, produkcja animacji przeniosła się do Wielkiej Brytanii, gdzie w tym celu stworzono studio Walt Disney Animation UK. W zamian Spielberg i Roy E. Disney obiecali Williamsowi pomóc w dystrybucji tworzonego przez niego Złodzieja z Bagdadu. Produkcja animacji, kierowana przez producenta współpracującego Dona Hahna, została podzielona między Walt Disney Animation UK i wyspecjalizowaną jednostkę w Los Angeles, założoną przez Walt Disney Feature Animation i nadzorowaną przez Dale’a Baera. Budżet produkcji nadal wzrastał, a harmonogram zdjęć trwał dłużej niż oczekiwano. Kiedy budżet osiągnął 40 milionów dolarów, Michael Eisner poważnie rozważał zamknięcie produkcji, ale prezes studia Jeffrey Katzenberg odwiódł go od tego. Pomimo zwiększenia budżetu do ponad 50 milionów dolarów, The Walt Disney Company kontynuowało produkcję, ponieważ byli entuzjastycznie nastawieni do współpracy ze Spielbergiem.
Zdjęcia rozpoczęły się 2 listopada 1986 roku i trwały siedem i pół miesiąca w Elstree Studios, z dodatkowym miesiącem w Los Angeles oraz w Industrial Light & Magic, aby uzyskać efekt niebieskiego ekranu w Toontown. Wejście do Desilu Studios i plenery Ren-Mar Studios w Los Angeles, Shepherd’s Bush Bus Depot w Londynie służyły wytwórnię kreskówek R.K. Maroona.

### Efekty specjalne
Kamery VistaVision wyposażone w technologię motion control zostały wykorzystane do sfilmowania scen na żywym planie, które miały zostać połączone z animacją. Gumowe manekiny Królika Rogera, Baby Hermana i Animkowego Patrolu przedstawiały animowane postacie podczas prób, aby uczyć aktorów, gdzie patrzeć, grając z postaciami z kreskówek. Bob Hoskins, by przygotować się do interakcji z animowanymi postaciami, studiował zachowanie swej 3-letniej córki, bawiącej się z wyimaginowanymi przyjaciółmi. Wiele z żywych rekwizytów trzymanych przez postaci z kreskówek zostało nakręconych na planie z albo robotycznymi ramionami trzymającymi rekwizyty, albo rekwizytami manipulowano za pomocą sznurków, podobnie jak marionetką. Dodatkowo Charles Fleischer w kostiumie Rogera był obecny na planie do interakcji z aktorami, głównie z Bobem Hoskinsem.
Każdy rysunek animacji został za pomocą kopiarki optycznej połączony z odpowiadającą mu filmową klatką. Operację tę przeprowadzano kilkakrotnie na każdej klatce, ponieważ większość postaci składało się z kilku dodatkowych warstw obrazu. Jessica Rabbit była najbardziej złożonym technicznym zagadnieniem filmu. Włosy, skóra i cień były oddzielnie animowanymi warstwami obrazu. Sama jej migocząca suknia składała się z trzech osobnych elementów.

## Nagrody i nominacje
Oscary za rok 1988
- Najlepszy montaż – Arthur Schmidt
- Najlepszy montaż dźwięku – Charles L. Campbell, Louis L. Edemann
- Najlepsze efekty specjalne – Ken Ralston, Richard Williams, Ed Jones, George Gibbs
- Oscar Specjalny za reżyserię animacji i stworzenie animowanych postaci – Richard Williams
- Najlepsze zdjęcia – Dean Cundey (nominacja)
- Najlepsza scenografia i dekoracje wnętrz – Elliot Scott, Peter Howitt (nominacja)
- Najlepszy dźwięk – Robert Knudson, John Boyd, Don Digirolamo, Tony Dawe (nominacja)

Złote Globy 1988
- Najlepsza komedia lub musical (nominacja)
- Najlepszy aktor w komedii lub musicalu – Bob Hoskins (nominacja)

Nagrody BAFTA 1988
- Najlepsze efekty specjalne – George Gibbs, Richard Williams, Ken Ralston, Ed Jones
- Najlepszy scenariusz adaptowany – Jeffrey Price, Peter S. Seaman (nominacja)
- Najlepsze zdjęcia – Dean Cundey (nominacja)
- Najlepsza scenografia – Elliot Scott (nominacja)
- Najlepszy montaż – Arthur Schmidt (nominacja)

Nagrody Saturn 1988
- Najlepszy film fantasy
- Najlepsza reżyseria – Robert Zemeckis
- Najlepsze efekty specjalne – George Gibbs, Ken Ralston, Richard Williams
- Najlepszy scenariusz – Jeffrey Price, Peter S. Seaman (nominacja)
- Najlepsza muzyka – Alan Silvestri (nominacja)
- Najlepszy aktor – Bob Hoskins (nominacja)
- Najlepszy aktor drugoplanowy – Christopher Lloyd (nominacja)
- Najlepsza aktorka drugoplanowa – Joanna Cassidy (nominacja)

Film otrzymał nagrodę Hugo w kategorii najlepsza prezentacja dramatyczna w 1989 roku.